# Marcel Tristani
Marcel Tristani est un acteur français de théâtre, ancien élève du Conservatoire national supérieur d'art dramatique, promotion 1949, ancien pensionnaire de la Comédie-Française (1964-1983).

## Comédien
- 1947 : Quitte pour la peur d'Alfred de Vigny, Comédie-Française, un laquais
- 1950 : Barabbas de Michel de Ghelderode, mise en scène Jean Le Poulain et Roger Harth, Théâtre de l'Œuvre
- 1952 : Antoine et Cléopâtre de William Shakespeare, mise en scène Jean-Louis Barrault, Théâtre des Célestins
- 1953 : Bérénice de Racine, mise en scène Julien Bertheau, Théâtre des Célestins
- 1955 : L'Orestie d'Eschyle, mise en scène Jean-Louis Barrault, Festival de Bordeaux, Théâtre Marigny
- 1956 : Bérénice de Racine, mise en scène Jean-Louis Barrault, Théâtre des Célestins
- 1957 : Marie Tudor de Victor Hugo, mise en scène Jean Vilar, TNP Théâtre des Célestins
- 1957 : Regrets éternels de Constance Coline, mise en scène Raymond Gérôme, Théâtre de l'Œuvre
- 1958 : Les Murs de Palata d'Henri Viard, mise en scène Georges Douking, Théâtre du Vieux-Colombier
- 1959 : Ouragan sur le Caine de Herman Wouk, mise en scène André Villiers Théâtre des Célestins
- 1959 : Cyrano de Bergerac d'Edmond Rostand, mise en scène Charles Gantillon, Jean Le Poulain, Théâtre des Célestins
- 1959 : La Petite Molière de Jean Anouilh et Roland Laudenbach, mise en scène Jean-Louis Barrault, Grand théâtre de Bordeaux, Odéon-Théâtre de France
- 1959 : Hamlet de William Shakespeare, mise en scène Jean Darnel, Arènes de Saintes
- 1960 : Le Balcon de Jean Genet, mise en scène Peter Brook, Théâtre du Gymnase
- 1960 : La Voleuse de Londres de Georges Neveux, mise en scène Raymond Gérôme, Théâtre du Gymnase
- 1960 : Bérénice de Racine, mise en scène André Barsacq, Théâtre du Gymnase
- 1961 : Le 10e Homme de Paddy Chayefsky, mise en scène Raymond Gérôme, Théâtre du Gymnase
- 1961 : Les Violons parfois de Françoise Sagan, mise en scène Jerome Kitty, Théâtre du Gymnase
- 1962 : Phèdre de Racine, mise en scène Raymond Gérôme, Théâtre du Gymnase
- 1963 : Phèdre de Racine, mise en scène Raymond Gérôme, Grand Théâtre de Genève
- 1963 : Bérénice de Jean Racine, mise en scène André Barsacq, Théâtre du Gymnase
- 1963 : Ruy Blas de Victor Hugo, mise en scène Jean Darnel, Festival de Saint-Malo
- 1963 : Cyrano de Bergerac d'Edmond Rostand, mise en scène Jean Darnel, Arènes de Saintes
- 1963 : Des clowns par milliers d'Herb Gardner, mise en scène Raymond Rouleau, Théâtre du Gymnase
- 1964 : Amphitryon de Molière, mise en scène Jean Meyer, Comédie-Française
- 1964 : Jules César de William Shakespeare, mise en scène Raymond Hermantier, Festival de Lyon, Théâtre Sarah-Bernhardt
- 1964 : Donogoo de Jules Romains, mise en scène Jean Meyer, Comédie-Française
- 1965 : Le Songe d'une nuit d'été de Shakespeare, mise en scène Jacques Fabbri, Comédie-Française
- 1965 : L'Orphelin de la Chine de Voltaire, mise en scène Jean Mercure, Comédie-Française
- 1965 : Suréna de Corneille, mise en scène Maurice Escande, Comédie-Française
- 1965 : Polyeucte de Corneille, mise en scène Jean Marchat, Comédie-Française
- 1965 : La Rabouilleuse d'Émile Fabre d'après Honoré de Balzac, mise en scène Paul-Émile Deiber, Comédie-Française
- 1965 : Bérénice de Jean Racine, Comédie-Française : Rutile (3 fois, 1965-1966)
- 1966 : Pulchérie de Corneille, mise en scène Serge Bouillon, Festival de Barentin
- 1966 : Le Mariage de Kretchinsky d'Alexandre Soukhovo-Kobyline, mise en scène Nicolas Akimov, Comédie-Française
- 1966 : Le Voyage de monsieur Perrichon d'Eugène Labiche et Édouard Martin, mise en scène Jacques Charon, Comédie-Française
- 1967 : Dom Juan de Molière, mise en scène Antoine Bourseiller, Comédie-Française
- 1967: Cyrano de Bergerac d'Edmond Rostand, mise en scène Jacques Charon, Comédie-Française
- 1967 : L'Émigré de Brisbane de Georges Schéhadé, mise en scène Jacques Mauclair, Comédie-Française
- 1968 : Le Joueur de Jean-François Regnard, mise en scène Jean Piat, Comédie-Française
- 1968 : Amphitryon de Molière, mise en scène Jean Meyer, Comédie-Française
- 1968 : Ruy Blas de Victor Hugo, mise en scène Raymond Rouleau, Comédie-Française
- 1968 : Athalie de Racine, mise en scène Maurice Escande, Comédie-Française
- 1969 : Un imbécile de Luigi Pirandello, mise en scène François Chaumette, Comédie-Française
- 1969 : Polyeucte  de Corneille, mise en scène Michel Bernardy, Comédie-Française
- 1969 : Port-Royal de Henry de Montherlant, mise en scène Jean Meyer, Comédie-Française
- 1970 : L'Avare de Molière, mise en scène Jean-Paul Roussillon, Comédie-Française
- 1970 : Le Songe d'August Strindberg, mise en scène Raymond Rouleau, Comédie-Française
- 1970 : Le Jeu de l'amour et du hasard de Marivaux, mise en scène Maurice Escande, Comédie-Française
- 1971 : L'Impromptu de Versailles de Molière, mise en scène Pierre Dux, Comédie-Française
- 1971 : Un imbécile de Luigi Pirandello, mise en scène François Chaumette, Comédie-Française
- 1971 : La Jalousie de Sacha Guitry, mise en scène Michel Etcheverry, Comédie-Française
- 1971 : Ruy Blas de Victor Hugo, mise en scène Raymond Rouleau, Comédie-Française au Théâtre national de l'Odéon
- 1971 : Becket ou l'Honneur de Dieu de Jean Anouilh, mise en scène de l'auteur et Roland Piétri, Comédie-Française
- 1971 : Le Malade imaginaire de Molière, mise en scène Jean-Laurent Cochet, Comédie-Française
- 1971 : Les Femmes savantes de Molière, mise en scène Jean Piat, Comédie-Française
- 1972 : La Commère de Marivaux, mise en scène Michel Duchaussoy, Comédie-Française
- 1972 : Le Ouallou de Jacques Audiberti, mise en scène André Reybaz, Comédie-Française
- 1972 : Richard III de William Shakespeare, mise en scène Terry Hands, Comédie-Française Festival d'Avignon
- 1972 : Œdipe Roi et Œdipe à Colone de Sophocle, mise en scène Jean-Paul Roussillon, Festival d'Avignon, Comédie-Française
- 1972 : La Station Champbaudet d'Eugène Labiche et Marc-Michel, mise en scène Jean-Laurent Cochet, Comédie-Française
- 1973 : Le Médecin volant de Molière, mise en scène Francis Perrin, Comédie-Française, Festival de Bellac
- 1973 : Tartuffe de Molière, mise en scène Jacques Charon, Comédie-Française
- 1973 : Richard III de William Shakespeare, mise en scène Terry Hands, Comédie-Française
- 1973 : Le Malade imaginaire de Molière, mise en scène Jean-Laurent Cochet, Comédie-Française
- 1973 : Amphitryon de Molière, mise en scène Jean Meyer, Comédie-Française
- 1973 : Un fil à la patte de Georges Feydeau, mise en scène de Jacques Charon, Comédie-Française
- 1973 : Port-Royal de Henry de Montherlant, mise en scène Jean Meyer, Comédie-Française
- 1973 : Athalie de Racine, mise en scène Maurice Escande, Comédie-Française
- 1973 : Les Caprices de Marianne de Alfred de Musset, mise en scène Jean-Laurent Cochet, Comédie-Française
- 1974 : Périclès de William Shakespeare, mise en scène Terry Hands, Comédie-Française
- 1974 : Polyeucte  de Corneille, mise en scène Michel Bernardy, Comédie-Française au Théâtre des Champs-Élysées
- 1974 : Hernani de Victor Hugo, mise en scène Robert Hossein, Comédie-Française
- 1974 : L'Impromptu de Marigny de Jean Poiret, mise en scène Jacques Charon, Comédie-Française
- 1975 : L'Île de la raison de Marivaux, mise en scène Jean-Louis Thamin, Comédie-Française au Théâtre Marigny
- 1976 : Hommage à Jean Cocteau, conception André Fraigneau, Comédie-Française
- 1976 : Maître Puntila et son valet Matti de Bertolt Brecht, mise en scène Guy Rétoré, Comédie-Française au Théâtre Marigny
- 1976 : Lorenzaccio d'Alfred de Musset, mise en scène Franco Zeffirelli, Comédie-Française
- 1977 : Le Cid de Corneille, mise en scène Terry Hands, Comédie-Française
- 1977 : Les Bacchantes d'Euripide, mise en scène Michael Cacoyannis, Comédie-Française au Théâtre national de l'Odéon
- 1977 : Lorenzaccio d'Alfred de Musset, mise en scène Franco Zeffirelli, Comédie-Française
- 1978 : La Trilogie de la villégiature de Carlo Goldoni, mise en scène Giorgio Strehler, Comédie-Française au Théâtre national de l'Odéon
- 1979 : Ruy Blas de Victor Hugo, mise en scène Jacques Destoop, Comédie-Française
- 1979 : La Trilogie de la villégiature de Carlo Goldoni, mise en scène Giorgio Strehler, Comédie-Française au Théâtre national de l'Odéon
- 1980 : Simul et singulis, Soirée littéraire consacrée au Tricentenaire de la Comédie-Française, mise en scène Jacques Destoop, Comédie-Française
- 1980 : Port-Royal de Henry de Montherlant, mise en scène Jean Meyer, Comédie-Française
- 1982 : Le Voyage de monsieur Perrichon d'Eugène Labiche et Édouard Martin, mise en scène Jean Le Poulain, Comédie-Française

## Télévision
- 1968 : Au théâtre ce soir : Le Dindon de Georges Feydeau, mise en scène Jean Meyer, réalisation Pierre Sabbagh, Théâtre Marigny (spectacle de la Comédie-Française)
- 1970 : Au théâtre ce soir : Un fil à la patte de Georges Feydeau, mise en scène Jacques Charon, réalisation Pierre Sabbagh, Théâtre Marigny (spectacle de la Comédie-Française)
- 1972 : La Station Champbaudet d'Eugène Labiche et Marc-Michel, réalisation Georges Folgoas, Comédie-Française
- 1973 : Au théâtre ce soir : Les Amants novices de Jean Bernard-Luc, mise en scène Jacques Charon, réalisation Georges Folgoas,  Théâtre Marigny